# Danh sách thành phố Virginia
- Alexandria, Virginia
- Bedford, Virginia
- Bristol, Virginia
- Buena Vista, Virginia
- Charlottesville, Virginia
- Chesapeake, Virginia
- Colonial Heights, Virginia
- Covington, Virginia
- Danville, Virginia
- Emporia, Virginia
- Fairfax, Virginia
- Falls Church, Virginia
- Franklin, Virginia
- Fredericksburg, Virginia
- Galax, Virginia
- Hampton, Virginia
- Harrisonburg, Virginia
- Hopewell, Virginia
- Lexington, Virginia
- Lynchburg, Virginia
- Manassas, Virginia
- Manassas Park, Virginia
- Martinsville, Virginia
- Newport News, Virginia
- Norfolk, Virginia
- Norton, Virginia
- Petersburg, Virginia
- Poquoson, Virginia
- Portsmouth, Virginia
- Radford, Virginia
- Richmond, Virginia
- Roanoke, Virginia
- Salem, Virginia
- Staunton, Virginia
- Suffolk, Virginia
- Virginia Beach, Virginia
- Waynesboro, Virginia
- Williamsburg, Virginia
- Winchester, Virginia